# Finlandia
 For alternative betydninger, se Finlandia (flertydig). (Se også artikler, som begynder med Finlandia)
Finlandia opus 26 er et symfonisk digt af den finske komponist Jean Sibelius. Den første version blev skrevet i 1899.
| Musik | Spire Denne musikartikel er en spire som bør udbygges. Du er velkommen til at hjælpe Wikipedia ved at udvide den. |